# 서커스 (1936년 영화)
서커스(Tsirk, The Circus)는 러시아(구 소련)에서 제작된 I. 심코프 감독의 1936년 코미디, 뮤지컬 영화이다. 류보프 올로바 등이 주연으로 출연하였다.

## 출연

### 주연
- 류보프 올로바

### 조연
- 세르게이 스톨랴로프
- 알렉산드르 코미사로브